# Ilaix Moriba
Moriba Kourouma Kourouma, meglio noto come Ilaix Moriba (Conakry, 19 gennaio 2003), è un calciatore guineano con cittadinanza spagnola, centrocampista del Celta Vigo, e della nazionale guineana.

## Biografia
Nato in Guinea da padre liberiano e madre guineana, si trasferisce in giovane età in Spagna.

## Caratteristiche tecniche
Centrocampista completo in grado di abbinare tecnica e fisicità, viene paragonato a Paul Pogba. Nel 2020 è stato inserito nella lista dei migliori sessanta calciatori nati nel 2003 stilata da The Guardian.

## Carriera

### Club

#### Gli inizi e il Barcellona
Nel 2008 entra a far parte del settore giovanile dell'Espanyol, rimanendovi per due anni al termine dei quali passa ai rivali cittadini del Barcellona. Con i blaugrana brucia le tappe giocando spesso con compagni più grandi di lui e risultando spesso fra i migliori in campo, destando l'attenzione dei media con una tripletta alla selezione Under-19 del Real Madrid siglata all'età di 15 anni. Ad inizio 2019 viene cercato da diversi club europei in vista del contratto in scadenza al termine della stagione, ma ad aprile trova un accordo per il rinnovo con il club spagnolo inserendo una clausola rescissoria del valore di 100 milioni.
La stagione seguente viene aggregato alla squadra B, con cui debutta il 7 settembre 2019 giocando l'incontro di Segunda División B perso 1-0 contro l'Ejea; l'8 marzo seguente realizza la sua prima rete nella vittoria per 3-2 contro Il Llagostera, decidendo la sfida all'86'. A partire dalla stagione successiva si conferma titolare nel centrocampo della squadra B ed inizia a ricevere alcune convocazioni in prima squadra; Il 21 gennaio debutta con il Barcellona scendendo in campo del primo minuto nel match di Coppa del Re vinto 2-0 contro il Cornellà. Tre settimane più tardi debutta anche nella Liga giocando titolare contro l'Alavés e fornendo l'assist per il primo gol della gara; Realizza la sua prima rete in massima divisione spagnola il 6 marzo seguente siglando il gol del definitivo 2-0 contro l'Osasuna.
Il 10 marzo 2021 debutta in Champions League sostituendo Sergio Busquets al 79º minuto del ritorno degli ottavi di finale pareggiato 1-1 contro il Paris Saint-Germain.

#### RB Lipsia e prestiti al Valencia e al Getafe
Dopo avere collezionato 14 presenze in Liga con i blaugrana, il 31 agosto 2021, a seguito di alcune frizioni con il club, viene ceduto al RB Lipsia.
Il 28 gennaio 2022 viene girato in prestito al Valencia. Esordisce con i blanquinegres il 6 febbraio 2022 in una partita di campionato contro la Real Sociedad. Il 1⁰ settembre dello stesso anno, il prestito venne prolungato per un altro anno.
A fine prestito fa ritorno al Lipsia; dopo non avere trovato spazio l'8 gennaio 2024 viene ceduto in prestito al Getafe.
Il 7 agosto 2024 viene ceduto in prestito al Celta Vigo.

### Nazionale
Dotato di cittadinanza guineana, liberiana e spagnola, fra il 2019 ed il 2020 ha giocato 8 incontri con la rappresentativa Under-17 delle furie rosse prendendo parte al campionato mondiale di categoria.
Nell'agosto 2021 opta per rappresentare la Guinea, con cui esordisce il 3 gennaio successivo in un'amichevole contro il Ruanda.

## Statistiche

### Presenze e reti nei club
Statistiche aggiornate al 1º settembre 2024.
| Stagione            | Squadra             | Campionato          | Campionato | Campionato | Coppe nazionali | Coppe nazionali | Coppe nazionali | Coppe continentali | Coppe continentali | Coppe continentali | Altre coppe | Altre coppe | Altre coppe | Totale | Totale | Totale |
| Stagione            | Squadra             | Comp                | Pres       | Reti       | Comp            | Pres            | Reti            | Comp               | Pres               | Reti               | Comp        | Pres        | Reti        | Pres   | Reti   |        |
| ------------------- | ------------------- | ------------------- | ---------- | ---------- | --------------- | --------------- | --------------- | ------------------ | ------------------ | ------------------ | ----------- | ----------- | ----------- | ------ | ------ | ------ |
| 2019-2020           | Barcellona B        | SDB                 | 8+3        | 1          | -               | -               | -               | -                  | -                  | -                  | -           | -           | -           | 11     | 1      |        |
| 2020-2021           | Barcellona B        | SDB                 | 11         | 1          | -               | -               | -               | -                  | -                  | -                  | -           | -           | -           | 11     | 1      |        |
| Totale Barcellona B | Totale Barcellona B | Totale Barcellona B | 19+3       | 2          |                 | -               | -               |                    | -                  | -                  |             | -           | -           | 22     | 2      |        |
| gen.-giu. 2021      | Barcellona          | PD                  | 14         | 1          | CR              | 3               | 0               | UCL                | 1                  | 0                  | SS          | 0           | 0           | 18     | 1      |        |
| 2021-gen. 2022      | RB Lipsia           | BL                  | 2          | 0          | CG              | 1               | 0               | UCL                | 3                  | 0                  | -           | -           | -           | 6      | 0      |        |
| gen.-giu. 2022      | Valencia            | PD                  | 14         | 0          | CR              | 4               | 0               | -                  | -                  | -                  | -           | -           | -           | 18     | 0      |        |
| 2022-2023           | Valencia            | PD                  | 24         | 0          | CR              | 3               | 1               | -                  | -                  | -                  | SS          | 1           | 0           | 28     | 1      |        |
| Totale Valencia     | Totale Valencia     | Totale Valencia     | 38         | 0          |                 | 7               | 1               |                    | -                  | -                  |             | 1           | 0           | 46     | 1      |        |
| 2023-gen. 2024      | RB Lipsia           | BL                  | 0          | 0          | CG              | 0               | 0               | UCL                | 0                  | 0                  | SG          | 0           | 0           | 0      | 0      |        |
| Totale RB Lipsia    | Totale RB Lipsia    | Totale RB Lipsia    | 2          | 0          |                 | 1               | 0               |                    | 3                  | 0                  |             | 0           | 0           | 6      | 0      |        |
| gen.-giu. 2024      | Getafe              | PD                  | 14         | 0          | CR              | 0               | 0               | -                  | -                  | -                  | -           | -           | -           | 14     | 0      |        |
| 2024-2025           | Celta Vigo          | PD                  | 3          | 0          | CR              | 0               | 0               | -                  | -                  | -                  | -           | -           | -           | 3      | 0      |        |
| Totale carriera     | Totale carriera     | Totale carriera     | 93         | 3          |                 | 11              | 1               |                    | 4                  | 0                  |             | 1           | 0           | 109    | 4      |        |

### Cronologia presenze e reti in nazionale
| Cronologia completa delle presenze e delle reti in nazionale ― Guinea | Cronologia completa delle presenze e delle reti in nazionale ― Guinea | Cronologia completa delle presenze e delle reti in nazionale ― Guinea | Cronologia completa delle presenze e delle reti in nazionale ― Guinea | Cronologia completa delle presenze e delle reti in nazionale ― Guinea | Cronologia completa delle presenze e delle reti in nazionale ― Guinea | Cronologia completa delle presenze e delle reti in nazionale ― Guinea | Cronologia completa delle presenze e delle reti in nazionale ― Guinea |
| Data                                                                  | Città                                                                 | In casa                                                               | Risultato                                                             | Ospiti                                                                | Competizione                                                          | Reti                                                                  | Note                                                                  |
| --------------------------------------------------------------------- | --------------------------------------------------------------------- | --------------------------------------------------------------------- | --------------------------------------------------------------------- | --------------------------------------------------------------------- | --------------------------------------------------------------------- | --------------------------------------------------------------------- | --------------------------------------------------------------------- |
| 3-1-2022                                                              | Kigali                                                                | Ruanda                                                                | 3 – 0                                                                 | Guinea                                                                | Amichevole                                                            | -                                                                     | 46’                                                                   |
| 6-1-2022                                                              | Kigali                                                                | Ruanda                                                                | 0 – 2                                                                 | Guinea                                                                | Amichevole                                                            | -                                                                     | 46’                                                                   |
| 14-1-2022                                                             | Bafoussam                                                             | Senegal                                                               | 0 – 0                                                                 | Guinea                                                                | Coppa d'Africa 2021 - 1º turno                                        | -                                                                     | 66’                                                                   |
| 18-1-2022                                                             | Yaoundé                                                               | Zimbabwe                                                              | 2 – 1                                                                 | Guinea                                                                | Coppa d'Africa 2021 - 1º turno                                        | -                                                                     | 63’                                                                   |
| 24-1-2022                                                             | Bafoussam                                                             | Guinea                                                                | 0 – 1                                                                 | Gambia                                                                | Coppa d'Africa 2021 - Ottavi di finale                                | -                                                                     |                                                                       |
| 25-3-2022                                                             | Kortrijk                                                              | Sudafrica                                                             | 0 – 0                                                                 | Guinea                                                                | Amichevole                                                            | -                                                                     | 69’                                                                   |
| 5-6-2022                                                              | Il Cairo                                                              | Egitto                                                                | 1 – 0                                                                 | Guinea                                                                | Qual. Coppa d'Africa 2023                                             | -                                                                     | 90+1’                                                                 |
| 9-6-2022                                                              | Conakry                                                               | Guinea                                                                | 1 – 0                                                                 | Malawi                                                                | Qual. Coppa d'Africa 2023                                             | -                                                                     | 73’                                                                   |
| 23-9-2022                                                             | Bir El Djir                                                           | Algeria                                                               | 1 – 0                                                                 | Guinea                                                                | Amichevole                                                            | -                                                                     | 83’                                                                   |
| 27-9-2022                                                             | Amiens                                                                | Costa d'Avorio                                                        | 3 – 1                                                                 | Guinea                                                                | Amichevole                                                            | -                                                                     | 46’ 87’                                                               |
| 24-3-2023                                                             | Casablanca                                                            | Guinea                                                                | 2 – 0                                                                 | Etiopia                                                               | Qual. Coppa d'Africa 2023                                             | -                                                                     | 68’                                                                   |
| 27-3-2023                                                             | Rabat                                                                 | Etiopia                                                               | 2 – 3                                                                 | Guinea                                                                | Qual. Coppa d'Africa 2023                                             | 1                                                                     | 75’                                                                   |
| 14-6-2023                                                             | Marrakech                                                             | Guinea                                                                | 1 – 2                                                                 | Egitto                                                                | Qual. Coppa d'Africa 2023                                             | -                                                                     | 74’                                                                   |
| 17-6-2023                                                             | Cornellà de Llobregat                                                 | Brasile                                                               | 4 – 1                                                                 | Guinea                                                                | Amichevole                                                            | -                                                                     | 83’                                                                   |
| 9-9-2023                                                              | Lilongwe                                                              | Malawi                                                                | 2 – 2                                                                 | Guinea                                                                | Qual. Coppa d'Africa 2023                                             | -                                                                     | 46’                                                                   |
| 13-10-2023                                                            | Setúbal                                                               | Guinea                                                                | 1 – 0                                                                 | Guinea-Bissau                                                         | Amichevole                                                            | -                                                                     | 46’                                                                   |
| 17-10-2023                                                            | São João da Venda                                                     | Guinea                                                                | 1 – 1                                                                 | Gabon                                                                 | Amichevole                                                            | -                                                                     | 84’                                                                   |
| 17-11-2023                                                            | Berkane                                                               | Guinea                                                                | 2 – 1                                                                 | Uganda                                                                | Qual. Mondiali 2026                                                   | -                                                                     | 64’                                                                   |
| 21-11-2023                                                            | Francistown                                                           | Botswana                                                              | 1 – 0                                                                 | Guinea                                                                | Qual. Mondiali 2026                                                   | -                                                                     | 68’                                                                   |
| 15-1-2024                                                             | Yamoussoukro                                                          | Camerun                                                               | 1 – 1                                                                 | Guinea                                                                | Coppa d'Africa 2023 - 1º turno                                        | -                                                                     |                                                                       |
| 19-1-2024                                                             | Yamoussoukro                                                          | Guinea                                                                | 1 – 0                                                                 | Gambia                                                                | Coppa d'Africa 2023 - 1º turno                                        | -                                                                     | 87’                                                                   |
| 23-1-2024                                                             | Yamoussoukro                                                          | Guinea                                                                | 0 – 2                                                                 | Senegal                                                               | Coppa d'Africa 2023 - 1º turno                                        | -                                                                     | 73’                                                                   |
| 6-6-2024                                                              | Baraki                                                                | Algeria                                                               | 1 – 2                                                                 | Guinea                                                                | Qual. Mondiali 2026                                                   | -                                                                     | 74’                                                                   |
| 6-9-2024                                                              | Kinshasa                                                              | RD del Congo                                                          | 1 – 0                                                                 | Guinea                                                                | Qual. Coppa d'Africa 2025                                             | -                                                                     | 88’                                                                   |
| 10-9-2024                                                             | Yamoussoukro                                                          | Guinea                                                                | 1 – 2                                                                 | Tanzania                                                              | Qual. Coppa d'Africa 2025                                             | -                                                                     | 52’                                                                   |
| Totale                                                                |                                                                       | Presenze                                                              | 25                                                                    |                                                                       | Reti                                                                  | 1                                                                     |                                                                       |

| Cronologia completa delle presenze e delle reti in nazionale ― Spagna under 18 | Cronologia completa delle presenze e delle reti in nazionale ― Spagna under 18 | Cronologia completa delle presenze e delle reti in nazionale ― Spagna under 18 | Cronologia completa delle presenze e delle reti in nazionale ― Spagna under 18 | Cronologia completa delle presenze e delle reti in nazionale ― Spagna under 18 | Cronologia completa delle presenze e delle reti in nazionale ― Spagna under 18 | Cronologia completa delle presenze e delle reti in nazionale ― Spagna under 18 | Cronologia completa delle presenze e delle reti in nazionale ― Spagna under 18 |
| Data                                                                           | Città                                                                          | In casa                                                                        | Risultato                                                                      | Ospiti                                                                         | Competizione                                                                   | Reti                                                                           | Note                                                                           |
| ------------------------------------------------------------------------------ | ------------------------------------------------------------------------------ | ------------------------------------------------------------------------------ | ------------------------------------------------------------------------------ | ------------------------------------------------------------------------------ | ------------------------------------------------------------------------------ | ------------------------------------------------------------------------------ | ------------------------------------------------------------------------------ |
| 14-9-2019                                                                      | Doha                                                                           | Qatar under 18                                                                 | 0 – 1                                                                          | Spagna under 18                                                                | Amichevole                                                                     | -                                                                              | 46’                                                                            |
| 16-9-2019                                                                      | Doha                                                                           | Qatar under 18                                                                 | 1 – 2                                                                          | Spagna under 18                                                                | Amichevole                                                                     | -                                                                              |                                                                                |
| Totale                                                                         |                                                                                | Presenze                                                                       | 2                                                                              |                                                                                | Reti                                                                           | 0                                                                              |                                                                                |

| Cronologia completa delle presenze e delle reti in nazionale ― Spagna under 17 | Cronologia completa delle presenze e delle reti in nazionale ― Spagna under 17 | Cronologia completa delle presenze e delle reti in nazionale ― Spagna under 17 | Cronologia completa delle presenze e delle reti in nazionale ― Spagna under 17 | Cronologia completa delle presenze e delle reti in nazionale ― Spagna under 17 | Cronologia completa delle presenze e delle reti in nazionale ― Spagna under 17 | Cronologia completa delle presenze e delle reti in nazionale ― Spagna under 17 | Cronologia completa delle presenze e delle reti in nazionale ― Spagna under 17 |
| Data                                                                           | Città                                                                          | In casa                                                                        | Risultato                                                                      | Ospiti                                                                         | Competizione                                                                   | Reti                                                                           | Note                                                                           |
| ------------------------------------------------------------------------------ | ------------------------------------------------------------------------------ | ------------------------------------------------------------------------------ | ------------------------------------------------------------------------------ | ------------------------------------------------------------------------------ | ------------------------------------------------------------------------------ | ------------------------------------------------------------------------------ | ------------------------------------------------------------------------------ |
| 25-3-2019                                                                      | Nyon                                                                           | Spagna under 17                                                                | 2 – 0                                                                          | Grecia under 17                                                                | Qual. Europeo Under-17 2019                                                    | -                                                                              | 63’                                                                            |
| 31-10-2019                                                                     | Cariacica                                                                      | Spagna under 17                                                                | 5 – 1                                                                          | Tagikistan under 17                                                            | Mondiali Under-17 2019                                                         | -                                                                              |                                                                                |
| 3-11-2019                                                                      | Gama                                                                           | Camerun under 17                                                               | 0 – 2                                                                          | Spagna under 17                                                                | Mondiali Under-17 2019                                                         | 1                                                                              | 78’                                                                            |
| 6-11-2019                                                                      | Goiânia                                                                        | Spagna under 17                                                                | 2 – 1                                                                          | Senegal under 17                                                               | Mondiali Under-17 2019                                                         | -                                                                              |                                                                                |
| 11-11-2019                                                                     | Goiânia                                                                        | Spagna under 17                                                                | 1 – 6                                                                          | Francia under 17                                                               | Mondiali Under-17 2019                                                         | -                                                                              | 61’ 64’                                                                        |
| 15-1-2020                                                                      | Roma                                                                           | Italia under 17                                                                | 0 – 1                                                                          | Spagna under 17                                                                | Amichevole                                                                     | -                                                                              | 46’                                                                            |
| 8-2-2020                                                                       | Albufeira                                                                      | Spagna under 17                                                                | 1 – 2                                                                          | Germania under 17                                                              | Amichevole                                                                     | 1                                                                              |                                                                                |
| 15-2-2020                                                                      | Parchal                                                                        | Portogallo under 17                                                            | 1 – 3                                                                          | Spagna under 17                                                                | Amichevole                                                                     | -                                                                              |                                                                                |
| Totale                                                                         |                                                                                | Presenze                                                                       | 8                                                                              |                                                                                | Reti                                                                           | 2                                                                              |                                                                                |

## Palmarès

### Club

#### Competizioni nazionali
- Coppa di Spagna: 1

Barcellona: 2020-2021
- Supercoppa di Germania: 1

RB Lipsia: 2023